# Wronka (województwo warmińsko-mazurskie)
Wronka (niem. Klein Wronnen, 1938–1945r Kleinwarnau) – wieś w Polsce położona w województwie warmińsko-mazurskim, w powiecie giżyckim, w gminie Giżycko.
W latach 1975–1998 miejscowość należała administracyjnie do województwa suwalskiego.